# Malfurion Grantempesta
Malfurion Grantempesta (Malfurion Stormrage, chiamato Furion nella sua prima apparizione in Warcraft III: The Frozen Throne) è un personaggio immaginario dell'universo di Warcraft creato da Blizzard Entertainment. Appare inoltre come personaggio giocabile in Heroes of the Storm e in Hearthstone: Heroes of Warcraft.
È il fratello gemello di Illidan Grantempesta e il marito di Tyrande Soffiabrezza, capo indiscusso di tutti i druidi degli elfi della notte. Viene considerato come il più potente tra i capi dell'Alleanza ed è considerato al pari di un semidio dai suoi simili, per via del palco di corna da cervo molto simile a quello di Cenarius. Viene ritenuto dagli elfi della notte il primo druido della storia, primato contestato dalle leggende tauren.

## Storia
Nota: gli eventi narrati in questa sezione sono descritti nella Trilogia della Guerra degli Antichi di Richard A. Knaak.
Contrariamente a tutti i Kaldorei, abituati allo sfarzo e al lusso, Malfurion era un giovane dai costumi strani per la sua razza. Vestiva in maniera sobria e apprezzava la semplicità delle cose, al contrario degli altri, che portavano vesti di colori sgargianti e adoravano tutto ciò che era opulenza e ricchezza. Da piccolo si accompagnava al gemello e all'amica Tyrande Soffiabrezza nel gioco e man mano che crescevano l'amicizia fra i tre si fece sempre più forte. Ancora giovani decisero di cercare il semidio dei boschi Cenarius, di cui avevano udito le leggende da bambini, per poter apprendere dalla mitica figura i saperi riguardanti il mondo che li circondava. Il semidio però non era così facile da trovare, e in pochi erano riusciti a incontrarlo. Ma Cenarius voleva incontrare i tre elfi della notte. Malfurion e i suoi compagni si stupirono della "facilità" con cui trovarono il semidio, e rimasero ancora più stupiti quando questi accettò di diventare il loro Shan'do (nella lingua dei Kaldorei significa Venerabile Maestro). Tuttavia dei tre solo Malfurion si dimostrò davvero abile nell'arte del druidismo e divenne così il primo Druido della storia, il gemello Illidan abbandonò presto il semidio preferendo la via della stregoneria e Tyrande fece lo stesso divenendo un'adepta di Elune, la dea dei Kaldorei. Tutti e tre divennero dei veri maestri nell'utilizzo dei poteri che prevedevano le loro tre diverse strade. Durante la Guerra degli Antichi i tre giovani rivestirono, ognuno a suo modo, un ruolo decisivo nella battaglia contro i demoni, durante la quale Malfurion fece la conoscenza di colui che sarebbe diventato la sua nemesi: Xavius, il primo consigliere della regina Azshara, divenuto il primo satiro al servizio di Sargeras. Malfurion rivestì il ruolo più importante, dato che fu lui a sigillare il Portale che collegava Kalimdor con la Distorsione Fatua, patria dei demoni, tramite l'utilizzo delle energie che permeavano l'intero Pianeta. La preparazione dell'incantesimo avvenne con l'aiuto dei poteri demoniaci e arcani di Illidan e quelli naturali di Malfurion fusi insieme e convogliati in un potente oggetto chiamato Anima dei Demoni, creato da Alamorte. Ma fu il druido da solo a completare l'incantesimo e ricacciare i demoni là da dove erano venuti.

### DaWarcraft III: Reign of chaosaWarcraft III: The Frozen Throne
Dopo essere stato risvegliato da Tyrande Soffiabrezza dal suo lungo sonno ed essere stato informato del ritorno della Legione Infuocata, Malfuron aiutò la sacerdotessa a svegliare i druidi dell'artiglio scenendo sottoterra, non ricordandosi che vi si trovava anche la prigione sotterranea del fratello, e tenta inutilmente di dissuadere Tyrande dal liberarlo. I due dunque si dividono e Malfurion riuscì svegliare i druidi. Dopo che Illidan consumò il potere del Teschio di Gul'dan, Malfurion decise di esiliarlo per i suoi innumerevoli tradimenti. Poi preparò la trappola per Archimonde sul Monte Hyjal. Chiamando in suo aiuto gli spiriti dei boschi, riuscì a far sì che il demone venisse ucciso, tuttavia, dopo grandi perdite e sacrifici.
Malfurion cercò di guarire le ferite della terra con i suoi poteri druidici e in seguito andò in aiuto di Maiev Cantombroso per sconfiggere definitivamente il fratello, diventato ormai troppo pericoloso. Dopo averlo seguito fino a Lordaeron, accorgendosi dello stato della terra, devastata dal Flagello dei non morti, si ritirò per comunicare con la natura, mentre Maiev e Tyrande continuarono l'inseguimento. Malfurion apprese che Nordania, il tetto del mondo, era sconquassato da un rituale di evocazione del fratello, quindi si recò ad informare Maiev e Tyrande della minaccia. Chiedendo a Maiev il motivo dell'assenza di Tyrande ella gli mente, dicendogli che è stata dilaniata dai non morti, così Malfurion, cieco di dolore e rabbia per la presunta morte dell'amata, decise di attaccare le forze del Illidan prima che avesse compiuto il rituale. Dopo aver sconfitto il fratello, lui e Maiev riuscirono finalmente a catturarlo, ma Malfurion scoprì la menzogna di Maiev grazie a Kael'thas Solealto e decise di allearsi ancora una volta con il fratello, dopo aver imprigionato Maiev. Dopo il salvataggio della sua amata, Malfurion lasciò che il fratello andasse per la sua strada, nonostante i suoi numerosi tradimenti.

### World of Warcraft
In World of Warcraft, si scopre che Malfurion sta riposando nel Sogno di Smeraldo, anche se, da alcune missioni, si evince che è intrappolato in esso. In Cataclysm, il druido viene alla fine risvegliato da Tyrande.
Dopo il Cataclisma Malfurion usò i suoi druidi per controllare i danni agli insediamenti degli Elfi della Notte. Anche se alcuni erano ancora in piedi, altri, come quelli di Rivafosca, erano inavvicinabile a causa di forti correnti di vento e tempeste. Peggio, c'era stato un recente rapporto che l'area era stata invasa dai Naga. Malfurion accompagnò Tyrande nella ricerca e salvataggio del generale Shandris Piumaluna. I due elfi della notte spedirono le forze dei naga sull'isola di Sardor e salvarono Shandris gravemente ferita. Malfurion e Tyrande successivamente parteciparono a una cerimonia commemorativa per i caduti.
Tornato a Rivafosca, Malfurion evocò un enorme ciclone per cercare di mantenere la terra mentre gli Elfi della Notte cercarono di fermare gli elementali scatenati; questo vortice mantenne il suolo di Rivafosca dal collassare in mare fino a quando gli elementi furono fermati. Prese poi parte a fermare i Naga e la minaccia del Martello del Crepuscolo all'estremità meridionale della regione. In seguito, l'avventuriero viene inviato per recuperare il Corno degli Antichi, rivelando che la regina Azshara era la responsabile per i problemi della zona, al fine di distrarre Malfurion da ciò che stava avvenendo su monte Hyjal. Malfurion decise di unirsi ai Guardiani di Hyjal per fermare Ragnaros, guidando la carica contro il signore del fuoco e partecipa, insieme a Hamuul e Cenarius, nella spedizione per ricacciarlo nel suo dominio.

### L'ira delle Terre del fuoco
Malfurion incontrò il suo amico Thrall con la sua compagna Aggra, e insieme cercarono di combinare i poteri dei druidi e degli sciamani. Tuttavia, furono attaccati da un misterioso aggressore - che disperse l'essenza di Thrall nei piani elementali. Malfurion giurò vendetta sulla figura, che si rivelò subito come niente di meno che il suo ex allievo: Fandral Elmocervo. Fandral cominciò a portare i druidi al servizio di Ragnaros e sotto il suo comando, nominandoli i Druidi della Fiamma. Leyara - figlia di Fandral, che aveva accusato la neutralità di Malfurion con l'Orda per la morte della figlia - attaccò e apparentemente uccise Hamuul Totem Runico, il cui corpo ferito venne portato al Santuario di Malorne per la guarigione. Malfurion tentò di convincere Leyara della corruzione di Fandral, anche se lei ignorò le sue parole, prestando attenzione solo quando Malfurion rivelò che Hamuul era vivo. Durante la battaglia finale contro Ragnaros nella sua forma più potente, Malfurion, al fianco di Cenarius e Hamuul, assistette gli avventurieri nel porre fine alle ambizioni del Signore del fuoco.

### Il ritorno dell'Incubo
Malfurion partecipò ai funerali di Varian Wrynn Quando Jace Tessiombra arrivò per informare i leader riuniti che alcune guardie di Roccavento erano infiltrati della Legione. Malfurion rimase a disagio nel sapere che i cacciatori di demoni non erano più rinchiusi.
All'interno di Radaluna, Malfurion, insieme a Hamuul Totem Runico, Zen'tabra, Naralex, Remulos e un avventuriero, decise di aprire un portale attraverso il Sogno di Smeraldo per il Boshetto dei sogni a Val'sharah per trovare le lacrime di Elune, uno dei Pilastri della Creazione necessari per chiudere la Tomba di Sargeras e fermare l'invasione della Legione Infuocata. Malfurion mandò a dire a Khadgar che il recupero sarebbe stato semplice dato che avrebbe dovuto chiedere la reliquia al suo vecchio maestro, Cenarius. Tuttavia, all'arrivo Malfurion scoprì che il suo shan'do era afflitto dall'Incubo di Smeraldo e non si sarebbe risvegliato. Affranto, Malfurion chiese a tre antichi arcidruidi - Koda Steelclaw, Thaon Moonclaw, e Elothir - di unirsi a lui. Mentre Koda e Elothir accettarono, Thaon fu colpito dal risorto Xavius e infine ucciso. Malfurion, Elothir, e Koda chiamarono in aiuto Ysera e l'ex Aspetto verde disse che le lacrime di Elune avrebbero potuto salvare Cenarius. Tuttavia, il tempio in cui erano custodite fu attaccato da Xavius. Il Signore dell'Incubo rubò le lacrime di Elune prima che Malfurion potesse usarle per salvare Cenarius. Senza le lacrime Cenarius cedette alla corruzione, e Malfurion, nella sua rabbia per la perdita del suo maestro, cominciò a inseguire Xavius. Ma il vero obbiettivo di Xavius non era Malfurion: quando Ysera e un avventuriero li raggiunsero il Satiro corruppe l'ex Aspetto, trasformandola in un drago dell'Incubo. Xavius e Ysera si ritirarono con Malfurion prigioniero, seguiti dall'avventuriero e Tyrande, che era arrivata dopo aver avuto una visione di suo marito. Con Malfurion tenuto prigioniero, Xavius diede a Tyrande un ultimatum: avrebbe trascorso gli ultimi momenti del marito o sarebbe tornata al Tempio di Elune per proteggerlo dalle sue forze guidate da Ysera. Sconvolta, Tyrande sceglie la sua dea che il suo amore, anche se la decisione per lei fu dolorosa. Dopo la morte di Ysera, nel Cuoreoscuro del Boschetto, l'avventuriero liberò Malfurion e sconfisse l'ombra di Xavius bandendolo da Azeroth.
All'interno dell'Incubo di Smeraldo, Malfurion aiutò degli avventurieri contro Cenarius ormai corrotto e decise di rimanere con il suo vecchio maestro nel tentativo di purificarlo in quanto, se fosse entrato nella Fenditura di Aln, sarebbe stato corrotto dall'Incubo proprio come Cenarius.

## Aspetto
Inizialmente Malfurion Grantempesta appariva come un normale giovane elfo della notte, caratterizzato da fisico asciutto, statura oltre i due metri, occhi tipici della sua razza, cioè privi di pupille e di un colore argenteo, lunghe orecchie appuntite e da una carnagione violacea. L'unico dettaglio che lo distingueva era il colore dei capelli, verde chiaro, molto raro tra i Kaldorei.
Durante la Guerra degli Antichi, come narrato in Il Pozzo dell'Eternità di Richard A. Knaak, sulla testa di Malfurion crescerà il palco di corna citato nell'introduzione, particolare evidente nelle rappresentazioni del personaggio in Warcraft III: Reign of Chaos, Warcraft III: The Frozen Throne e in World of Warcraft.
Con l'uscita dell'espansione Cataclysm per World of Warcraft, il modello del personaggio è stato rivisitato completamente: oltre al palco di corna, Malfurion possiede ora delle lunghe penne d'uccello che gli spuntano dalle braccia, mentre i piedi (prima umanoidi) sono stati sostituiti da zampe molto simili a quelle posteriori di un gatto.